# Burstock
Burstock – wieś w Anglii, w hrabstwie Dorset. Leży 30 km na północny zachód od miasta Dorchester i 203 km na zachód od Londynu.